# Country Weekly
«Country Weekly» — американский еженедельный музыкальный журнал (таблоид), освещающий все события в области кантри-музыки и жизни звёзд этого стиля. Печатает эксклюзивные интервью с ними, кантри-новости и рецензии на новые диски и песни. Основан в 1994 году. В первый год еженедельный тираж составлял 290 000 экз.
Журнал Country Weekly совместно с телекомпанией TNN является соспонсором музыкальной награды «Country Weekly Music Awards», единственной в настоящее время общенациональной теленаградой в области кантри-музыки, в которой значительную роль играют фаны, голосующие за своих кумиров. В феврале 2009 года произошёл ребрендинг журнала и сменилась обложка и логотип издания.